# やまだかつてないWink
やまだかつてないWink（やまだかつてないウィンク）は、フジテレビ『邦ちゃんのやまだかつてないテレビ』で山田邦子が横山知枝と組んでいたユニット。Winkのパロディであり、通称「やまかつWink」。

## メンバー
- 山田邦子（相田翔子役）
- 横山知枝（鈴木早智子役）

## 歴史
1989年、山田が『ものまねベスト10』（→『ものまねベスト5』→『ものまねランド』）でWink（「やまかつ」準レギュラーだった）の相田翔子のものまねを行い、自身のものまねのレパートリーの一つとしていたことや、また『やまかつ』のレギュラーが大江千里、KAN、MALTAなどミュージシャンや音楽関係者が多く関わっていたことなどより、本家と同じように2人でものまねをやってみようということから始まった。
『日本全国早智子を探せ』で一般視聴者から相方（鈴木早智子役）を募集し、ビデオオーディションを行なう。その結果、横山知枝が選ばれた。
初出演は『ものまねベスト5』の第1位「ついに実現! 翔子と早智子のWink」で、Winkの「One Night In Heaven 〜真夜中のエンジェル〜」を2人で披露した。ちなみに「やまだかつてないWink」の名前が使用開始されたのは、本家Winkがゲスト出演した際の「本物のWinkの前で歌う やまだかつてないWink」で、Winkのヒットナンバーをメドレーで披露した。なお、ものまねコントでの登場の際は単に「Wink」と表記された。
1990年7月に「“T”intersection」で実際にCDデビューを果たし、1991年2月発売の「さよならだけどさよならじゃない」は卒業ソングとしてヒット、定番曲になる。
1991年8月21日、日本武道館にて開催された「やまかつin武道館」に参加。
その後新曲は発表されず、1992年3月25日の番組終了に伴い解散。横山知枝はソロ活動に移行。
2005年9月26日、フジテレビでは『デッドエイジ』番組内にて13年半ぶりに再結成をしたが、それ以前にも関西テレビ『快傑えみちゃんねる』や日本テレビ『あの人は今!?』でも再結成を果たしている。

## ディスコグラフィ

### シングル
- “T”intersection ～あなたに戻れない～
  - （作詞：山田邦子、作曲：MALTA、編曲：船山基紀） - 1990年7月21日
    - c/w：“T”intersection ～あなたに戻れない～（オリジナル・カラオケ）
- さよならだけどさよならじゃない
  - （作詞：山田邦子、作曲：KAN、編曲：小林信吾） - 1991年2月21日
    - c/w：さよならだけどさよならじゃない（オリジナル・カラオケ）

### アルバム
- やまだかつてないCD - 1991年3月21日
  - クリスマス クリスマス[5]（作詞・作曲：大江千里、編曲：清水信之。8曲目に収録）

- やまだかつてないCASSETTE - 1991年3月21日
  - 上記アルバムのカセットテープ版。

- Myこれ! Lite 横山知枝/やまだかつてないWINK - 2010年4月21日
  - 横山のソロ曲を含めたベスト・アルバム。「Wink」ではなく、全大文字の「WINK」となっている。